# Joannes Marcellinus Darras
Joannes Marcellinus Darras (Lauwe, 21 augustus 1799 - Tielt, 10 juni 1855) was een priester-deken in de Belgische plaats Tielt. Hij stond bekend als ‘De Engel van Troost’.

## Biografie
Joannes Marcellinus Darras was onderpastoor in Ieper en Gent. Daarna was hij pastoor in Ledegem en Tielt. Hij arriveerde in Tielt als priester in 1835 en tien jaar later, in 1845, werd hij deken. De Lijkrede van zijn begrafenis in de Sint-Pieterskerk in Tielt op 20 juni 1855 werd te koop aangeboden als steun voor zijn weeshuis in Tielt.
Deken Darras trok zich het lot van de hongerlijdende bevolking sterk aan. Hij ging zelfs naar Brussel om de hongersnood aan te kaarten en te pleiten voor werkgelegenheid in de streek. Tijdens ziekenzalvingen deed Deken Darras een brood mee voor de familie. Dankzij hem kwam er een hospitaal en een weeshuis in Tielt op de hoek van de Schependomstraat en de Deken Darraslaan (toen nog Pittemsesteenweg). De bouw ervan begon in 1839. Rond 1992 werd die gesloopt nadat achterliggend een nieuw Woonzorgcentrum Deken Darras in de Deken Darraslaan 17 in Tielt werd gebouwd.
In Tielt heeft hij een straat die naar hem is genoemd en een monument van de Tieltse kunstenaar-beeldhouwer Maurice Vander Meeren (Lijst van Onroerend Erfgoed).